# 61 Batalion Saperów (1939)
61 batalion saperów (61 bsap.) – pododdział saperów Wojska Polskiego II RP z okresu kampanii wrześniowej.
Batalion nie występował w pokojowej organizacji wojska. W 1939 1 batalion saperów Legionów sformował w I rzucie mobilizacji powszechnej 61 batalion saperów dla 41 Dywizji Piechoty. Zgodnie z planem mobilizacyjnym gotowość bojową osiągnął 4 września.

## Działania bojowe
4 września 1939 roku rozkazem dowódcy Armii „Modlin” 61 batalion saperów zadysponowano dowódcy przedmościa Modlin płk. W. Młodzianowskiemu, od świtu tego dnia obsadził mosty na Bugo-Narwi. Jeden pluton 1 kompanii saperów został wysłany do przygotowania do wysadzenia mostu kolejowego na Narwi w Orzechowie. Na rozkaz sztabu Armii „Modlin” most został wysadzony w powietrze 5 września o godz. 21, ładunkami z 60 kg materiału wybuchowego. 6 września pluton dołączył do 61 bsap., który tego dnia przemaszerował do Bożej Woli. 8 września 61 batalionowi podporządkowano 19 kompanię mostów ciężkich, 116 rezerwową kompanię saperów, 12 ciężką kolumnę pontonową, 113 i 114 lekkie kolumny pontonowe oraz 12 i 14 plutony przepraw rzecznych. Zgrupowanie to miało rozpoznać i przygotować miejsca do przeprawy, aby w ciągu jednej nocy uruchomić je na Wiśle i Narwi w rejonie Modlina. Jeden z plutonów saperów 61 batalionu wraz z dwoma plutonami parkowymi saperów, 8 września zostały skierowane do Warszawy celem przygotowania wszystkich mostów na Wiśle do wysadzenia lub zabarykadowania ich. 10 września poległo dwóch saperów. 12 września rozwiązano zgrupowanie przeprawowe. 12 i 13 września 1 i 2 kompanie saperów wykonywały prace saperskie: 1 kompania w rejonie Wołomina, 2 kompania na rzeczce Długa od Marek do Kobiałki. Prace 2 kompanii polegały na spiętrzeniu rzeczki Długa, wykonano zasieki na jej brzegach oraz zniszczono dogodne zjazdy do niej, oczyszczano przedpola przed stanowiskami piechoty. Nocą 13/14 września 61 b sap. odmaszerował do Warszawy. Większość batalionu została skierowana na Odcinek Warszawa-Wschód i sukcesywnie objęła obsadę saperską na pododcinkach „Saska Kępa”, „Grochów” i „Utrata”. Budowano zapory i przeszkody przeciwpancerne, zaopatrywano piechotę w sprzęt i materiał saperski, gromadzono w kilku punktach drut kolczasty, worki z piaskiem i materiał wybuchowy.  Kompanie 61 bsap pracowały też przy budowie punktów oporu, stanowisk ogniowych, barykad itp.. 15 września w trakcie prac z 2 kompanii poległ jeden saper, a 4 
zostało rannych.  16 września 2 kompania saperów w ramach grup szturmowych z piechotą wzięła udział w natarciu zgrupowania 21 pp, a 1 kompania w zgrupowaniu 26 pp  działając jak pododdział piechoty.  Atak 1 kompanii nie powiódł się z uwagi na silny ostrzał niemiecki, natomiast natarcie 2 kompanii w ramach grup szturmowych piechoty odniosło sukces. Odbito zachodnią część Grochowa, wzięto jeńców z niemieckiej 11 Dywizji Piechoty. Jednak z uwagi na brak powodzenia na sąsiednim odcinku 26 pp, nocą 16/17 września oddziały płk. Sosabowskiego wycofały się na stanowiska wyjściowe. W trakcie walk poległ jeden saper, a jeden odniósł rany. 18 września 1 kompania saperów prowadziła prace fortyfikacyjne na Utracie. 19 września zostało rannych 2 saperów z 2 kompanii. 22 września w wyniku niemieckiego ostrzału artyleryjskiego poległo w 2 kompanii 5 saperów, rannych zostało 8, utracono 3 konie. 23 września patrol saperski wraz z dowódcą 1 kompanii wysadził tor kolejowy w pobliżu niemieckich linii w rejonie stacji Warszawa-Praga. Podczas wykonywania zadania patrol poniósł wysokie straty. 61 bsap do kapitulacji Warszawy wykonywał powierzone zadania, skapitulował 28 września.    

## Struktura i obsada personalna
Batalion był pododdziałem typu II b, miał w swoim składzie dwie piesze kompanie saperów z taborem na obręczach stalowych i kolumnę saperów, określaną jako narzędziowa.
Obsada personalna we wrześniu 1939:
Dowództwo batalionu
dowódca – mjr sap. Tadeusz II Pisarski
zastępca dowódcy – NN
- adiutant – ppor. Stanisław Klimosz
- 1 kompania saperów –  por. Marian Sylwester Adynowski
  - dowódca I plutonu – ppor. Zenon Kamiński
- 2 kompania saperów – por. Józef Beżański[7]
  - dowódca I plutonu – ppor. Czesław Dudkiewicz
  - dowódca II plutonu – ppor. Jerzy Kwik
  - dowódca III plutonu – ppor. Włodzimierz Szczeblewski
  - dowódca IV plutonu – ppor. Tadeusz Wesołowski
- kolumna saperska – ppor. Zbigniew Aleksander
- szef – sierż. Edward Hornik[8]